# Diæter
 Entalsformen diæt har en anden betydning.
Diæter er betegnelsen for et beløb, en person får udbetalt til dækning af daglige fornødenheder, når personen ikke er hjemme. Det anvendes især ved rejser for arbejdstagere, der får dækket udgifter af arbejdsgiverne.
Der er i den forbindelse særligt to modeller, der kan bruges til kompensation for den rejsende:
- Kompensation via afregning af alle dokumenterede udgifter
- Diæter efter faste beløb, afhængig af omfanget af udgifter (logi, kost og andre mindre fornødenheder)

I Danmark udstikker SKAT beløb for diæter til henholdsvis kost og logi. Disse beløb er skattefri.